# Música por M+
Música por M+ fue un canal de televisión por suscripción español propiedad de Telefónica. Su programación se centraba en la emisión de programas musicales, tanto extranjeros como de producción propia, y videoclips.

## Historia
El 11 de junio de 2020, Movistar+ anunció el lanzamiento de un nuevo canal eventual dedicado a la música disponible para todos los clientes desde el 26 de junio de 2020 hasta el 16 de agosto de 2020.
El 2 de julio de 2021, Movistar+ volvió a lanzar el canal de manera eventual con el cese previsto de emisiones para el 31 de agosto de 2021. Finalmente, el 27 de julio de 2021, Telefónica anunció a través de la cuenta oficial de Twitter de Movistar+ una reestructuración en los canales propios de cine y series, en la que afirmaban que el canal se mantendría en la parrilla de manera definitiva pasado el 1 de septiembre de 2021.
El 19 de enero de 2022, Movistar+ cambió de nombre a Movistar Plus+, cambio que contrajo una nueva denominación en sus canales propios y una nueva identidad visual. Movistar Fest pasó a denominarse Fest por Movistar Plus+.
El 1 de agosto de 2023, el canal volvió a cambiar de denominación, pasando a llamarse Música por M+.
El 21 de mayo de 2024, el canal finalizó sus emisiones.

## Logotipos

2022 - 2023
2023 - 2024